# Kraftwerk Maó
Das Kraftwerk Maó (katalanisch Central Tèrmica de Maó, spanisch Central Térmica de Mahón) ist ein Gasturbinenkraftwerk auf der Baleareninsel Menorca.

## Beschreibung
Das Kraftwerk wurde 1993 in Betrieb genommen. Es befindet sich im Hafengebiet der Hauptstadt Maó. Die ersten beiden Gasturbinen mit  37,5 und 38,5 MW wurden in den Jahren 1993 und 1999 errichtet, sie werden mit Schweröl betrieben. Danach wurde die Anlage mit dieselbetriebenen Gruppen mit je 15,8 MW erweitert. Die gesamte installierte Leistung der sechs Gruppen beträgt heute 123,4 Megawatt.
Da für die Bevölkerungsanzahl von rund 95.000 Einwohnern die Anlage ausreichend dimensioniert ist, sind nicht immer alle Turbinen in Betrieb. Die Anlage wird im Verbund mit dem Windkraftwerk Es Milà und dem Solarkraftwerk Son Salomó betrieben und je nach Verbrauch werden die Turbinen zugeschaltet. Vorteile dieses Gasturbinenkraftwerkes sind die Fähigkeit zum Schwarzstart und der schnelle Anlauf innerhalb von wenigen Minuten. Die Tankanlagen sind mit einem Rohrleitungssystem zum Schiffsanlegeplatz verbunden. Das Kraftwerk ist auch mit einem 132-kV-Seekabel mit der Umspannstation in Alcúdia auf der Insel Mallorca verbunden.
Betreiber ist das spanische Energieunternehmen GESA-Endesa.